# صباح بركات
صباح بركات (25 نوفمبر 1967 -)، ممثلة سورية.
شاركت في أعمال ومسلسلات ومسرحيات عديدة في سوريا، تخرجت من كلية الآداب / قسم اللغة الأنجليزية، لديها بنت وتعيش في سوريا.

## أعمالها

### من المسلسلات
- أبو البنات
- كنا أصدقاء.
- تل الرماد
- مرايا.
- كوابيس منتصف الليل (مسلسل)
- مزاد علني.
- حمام القيشاني.
- بقايا دموع.
- غزلان في غابة الذئاب.
- أمنيات صغيرة.
- باب الحارة - الجزء 3و4و6و7و9
- شعاع الأمل.
- البركان.
- غداً آخر يوم.
- موعد مع مطر.
- وجهة نظر.
- أخو شامة.
- الرمضاء والنار.
- تمر حنة.
- دنيا
- قناديل العشاق
- طوق البنات جزء2
- حارة نسيها الزمن
- كريستال

### المسلسلات الإذاعية
- حكم العدالة.
- حي الصالحية.
- زهرة لتشرين.

### من المسرحيات
- الأيدي.
- حمام روماني.
- يقظة الربيع.
- الحسناء النائمة.

## روابط خارجية
- صباح بركات على موقع قاعدة بيانات الأفلام العربية